# Krasnyj galstuk
Krasnyj galstuk (russisk: Красный галстук, da.: Det røde tørklæde) er en sovjetisk film fra 1948 instrueret af Marija Sauts og Vladimir Sukhobokov efter manuskript af Sergej Mikhalkov.

## Handling
Filmen handler om en ung mand, Sjura Badekine, hvis far er død under 2. verdenskrig, og moren er død af sygdom. Han bor derfor hos en anden familie. De andre børn i børnene i familien, tvillingerne Marina og Valerij, er flittige i skolen og har gode indbyrdes relationer. Men et af børnene, Valerij, viser egoisme og arrogance og vil ikke gå med pionerernes røde tørklæde og er blevet bortvist fra pionererne. Valerij skriver en erklæring til pionererne og anmoder om at blive optaget igen, men Sjura Badekin fordømmer under den følgende diskussion i pionerernes råd Valerijs handlinger. Valerij bliver derfor ikke genoptaget i pionererne, og Valerij bliver vred på Sjura og kalder ham en forræder og utaknemmelig. Den principfaste Sjura flytter herefter ind hos sin gamle nabo, og Valerij, som ikke vil indrømme sin egen fejl, bliver boykottet af sine klassekammerater. 
I sidste ende bliver drengene igen gode venner med hjælp fra Marina og skolekammeraterne, og Valerij indser sin fejl og tager igen pionernes røde tørklæde på.

## Medvirkende
- Aleksandr Khvylja som Visjnjakov
- Galina Stepanova som Nadezjda Ivanovna
- Vera Okuneva
- Vitalij Doronin som Kotjubej
- Nikolaj Bogatyrjov